# Calles cladotrichis
Espèce
Calles cladotrichis est une espèce d'insectes coléoptères appartenant à la famille des Curculionidae.

## Référence
- (en) Pierce, 1912 : Systematic notes and descriptions of some weevils of economic or biological importance. Proceedings of the United States National Museum 42 pp 155-170. (Tylodes cladotrichis)